# Rudolf Thiemann

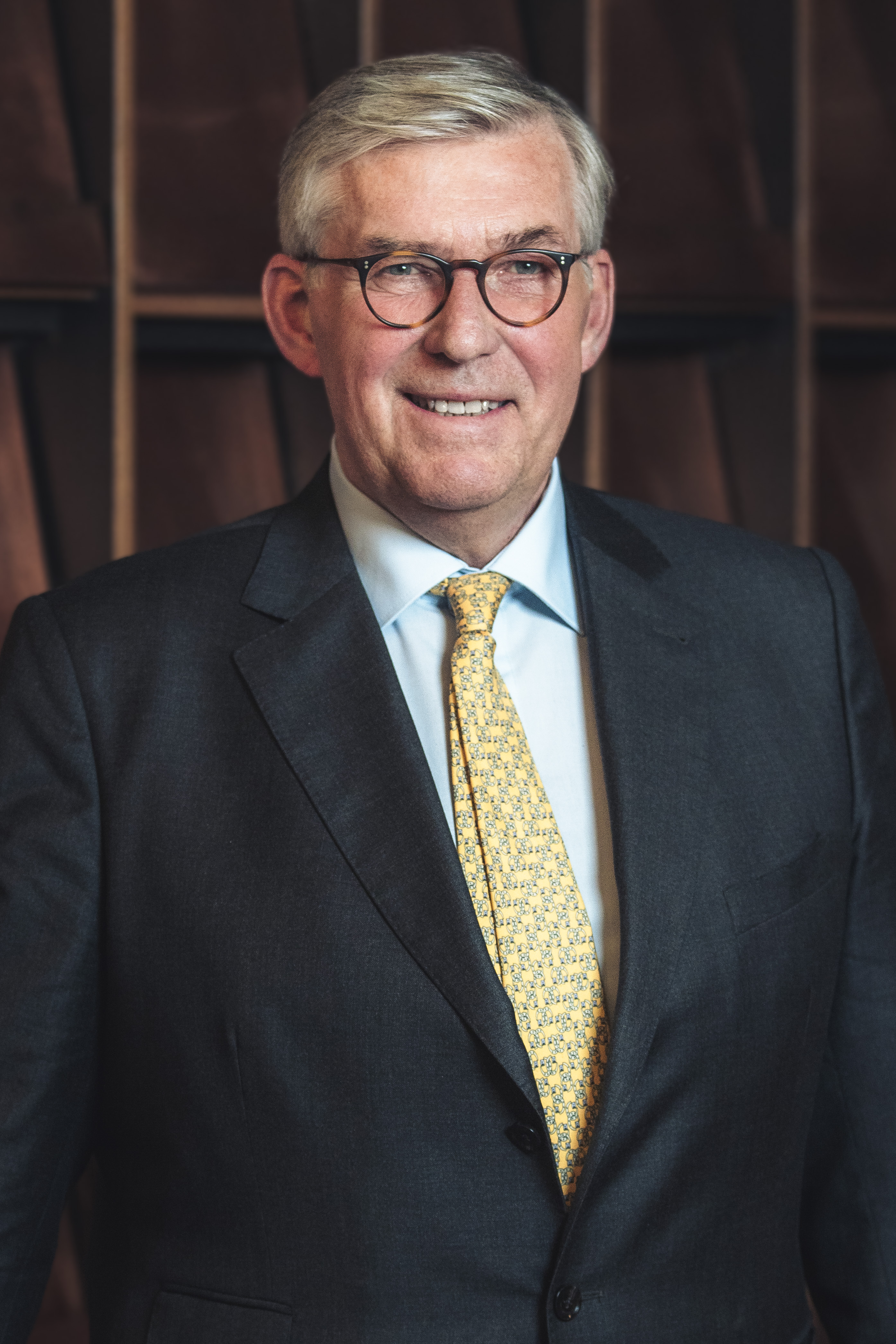
Rudolf Thiemann (2022)

Rudolf Thiemann (* 28. Februar 1955 in Hamm (Westfalen)) ist ein deutscher Verleger, Jurist, Rechtsanwalt und ehemaliger Verbandsfunktionär.

## Herkunft
Thiemann entstammt einer Verlegerfamilie, der der Verlag Liboriusblatt GmbH & Co. KG gehört. Die Liborius-Verlagsgruppe ist ein katholisches Medienunternehmen, das konfessionelle Zeitschriften in privater Trägerschaft herausgibt. Die Wurzeln des Familienunternehmens reichen bis ins Jahr 1881 zurück.

## Ausbildung
Thiemann studierte Rechtswissenschaften an der Westfälischen Wilhelms-Universität in Münster. Nach dem 1. Staatsexamen war er dort als Assistent am Institut für Römisches Recht (heute: Institut für Rechtsgeschichte) beschäftigt. Anschließend absolvierte er den Referendardienst und legte 1985 das 2. Staatsexamen am OLG Hamburg ab. 1983 promovierte er mit einer Arbeit unter dem Titel „Culpa in contrahendo – Ein Beitrag zum Deliktsrecht“ in Münster zum Dr. jur.

## Verlegerische Tätigkeit
Thiemann ist geschäftsführender Gesellschafter der Liborius-Verlagsgruppe. Seit 1985 leitet er das Familienunternehmen in vierter Generation. Die Verlagsgruppe gibt sowohl katholische als auch evangelische Medien heraus. Unter seiner Leitung hat sich das Unternehmen modernisiert und eine Reihe neuer konfessioneller Zeitschriften wie das Magazin Cattolica und Maria 2.0 auf den Markt gebracht. Während Maria 2.0 die Reformbewegungen innerhalb der Katholischen Kirche unterstützt, bestärkt cattolica die Traditionalisten.

## Verbandspolitische Tätigkeit
Thiemann wurde am 10. März 2022 von der Delegiertenversammlung zum ersten Präsidenten des neu gegründeten Medienverbands der freien Presse (MVFP) gewählt, der zum 1. April 2022 an die Stelle des Verbands Deutscher Zeitschriftenverleger (VDZ) getreten ist. Zuvor war Thiemann seit November 2017 Präsident des VDZ in Berlin und engagierte sich 20 Jahre als VDZ-Vizepräsident während der Präsidentschaft von Hubert Burda. Viele Jahre war Thiemann für den VDZ im Deutschen Presserat tätig sowie Mitglied des Rechtsausschusses und der Postkommission. Im November 2022 stellte Thiemann sein Amt als Präsident des MVFP zur Verfügung. Im Dezember 2022 wurde er nach seinem 25-jährigen Ehrenamt von der Delegiertenversammlung des MVFP zu dessen Ehrenvorsitzenden und im Oktober 2023 zum Ehrenvorsitzenden der MVFP-Fachvertretung Konfessionelle Medien ernannt.

## Sonstiges
Thiemann setzt sich in der Deutschlandstiftung Integration, einer 2008 vom VDZ gegründeten Initiative, für die gesellschaftliche und berufliche Vernetzung engagierter Menschen und den Zusammenhalt in der Gesellschaft ein: seit 2013 als Vorstandsmitglied und seit 2018 als Mitglied im Kuratorium. 2011 erhielt Thiemann aus den Händen des bayerischen Staatsministers für Wirtschaft, Infrastruktur, Verkehr und Technologie Martin Zeil das Bundesverdienstkreuz am Bande für seinen Beitrag zum innergesellschaftlichen kulturellen Dialog. Von 2014 bis 2021 war er Jurymitglied zur Vergabe des Bayerischen Printpreises, 2016, 2018 und 2020/21 hatte er den Juryvorsitz des renommierten Preises inne.

## Persönliches
Thiemann ist verheiratet und Vater von vier Kindern.